# سیری در نهج‌البلاغه
سیری در نهج‌البلاغه نام کتابی از مرتضی مطهری (م ۱۳۵۸ ش) است. این کتاب مجموعه مقالات به هم پیوسته مطهری است که در سال‌های ۵۱–۵۲ در نشریه «مکتب اسلام» منتشر می‌گردید. کتاب حاضر به زبان‌های انگلیسی، روسی و ترکی آذری نیز ترجمه شده‌است. مطهری در این کتاب گشت و گذاری در نهج‌البلاغه کرده و موضوعاتی را از آن انتخاب و مطرح کرده‌است.

## فهرست
این کتاب در یک مقدمه و هفت بخش نگاشته شده‌است، فهرست اجمالی کتاب حاضر عبارت است از:
مقدمه
- آشنایی من با نهج البلاغه
- یادی از استاد
- نهج البلاغه و جامعهٔ امروز اسلامی

بخش اول کتابی شگفت
- این مجموعهٔ نفیس
- شاهکارها

بخش دوم الهیات و ماوراءالطبیعه
- توحید و معرفت
- ارزش تعقلات فلسفی در مسائل ماوراء طبیعی
- ذات و صفات پروردگار
- مقایسه و داوری

بخش سوم سلوک و عبادت
- عبادت در اسلام
- ترسیم چهرهٔ عبادت و عُبّاد در نهج البلاغه

بخش چهارم حکومت و عدالت
- نهج البلاغه و مسألهٔ حکومت
- اعتراف به حقوق مردم
- حکمران امانتدار است نه مالک

بخش پنجم اهل بیت و خلافت
- سه مسألهٔ اساسی
- احقیت و اولویت
- انتقاد از خلفا
- سکوت تلخ

بخش ششم موعظه و حکمت
- مواعظ بی نظیر
- عمده‌ترین بخشهای نهج البلاغه
- تقوا مصونیت است نه محدودیت
- زهد اسلامی و رهبانیت مسیحی
- زاهد و راهب
- زهد و آزادگی
- زهد و معنویت
- زهد، برداشت کم برای بازدهی زیاد

بخش هفتم دنیا و دنیا پرستی
- نهج البلاغه و ترک دنیا
- رابطهٔ انسان و جهان
- ارزش دنیا از نظر قرآن و نهج البلاغه
- وابستگیها و آزادگیها
- خودزیانی و خودفراموشی
- نکاتی چند

## مقدمه
مرتضی مطهری در بخشی از مقدمه کتاب خود چنین می‌نویسد:
از امتیازات برجسته سخنان امیرالمؤمنین که به نام " نهج البلاغه " امروز در دست ما است اینست که محدود به زمینه خاصی نیست، علی به تعبیر خودش تنها در یک میدان اسب نتاخته‌است، در میدانهای گوناگون که احیاناً بعضی با بعضی متضاد است تکاور بیان را به جولان درآورده است. نهج البلاغه شاهکار است اما نه تنها در یک زمینه، مثلاً: موعظه، یا حماسه، یا فرضاً عشق و غزل، یا مدح و هجا و غیره. بلکه در زمینه‌های گوناگون که شرح خواهیم داد. این که سخن شاهکار باشد ولی در یک زمینه البته زیاد نیست و انگشت شمار است ولی به هر حال هست. اینکه در زمینه‌های گوناگون باشد ولی در حد معمولی نه شاهکار، فراوان است، ولی اینکه سخنی شاهکار باشد و در عین حال محدود به زمینه خاصی نباشد از مختصات نهج البلاغه است. بگذریم از قرآن کریم که داستانی دیگر است، کدام شاهکار را می‌توان پیدا کرد که به اندازه نهج البلاغه متنوع باشد؟! سخن نماینده روح است، سخن هر کس به همان دنیایی تعلق دارد که روح گوینده‌اش به آنجا تعلق دارد، طبعاً سخنی که به چندین دنیا تعلق دارد نشانه روحیه‌ای است که در انحصار یک دنیای بخصوص نیست.

## گفتاورد

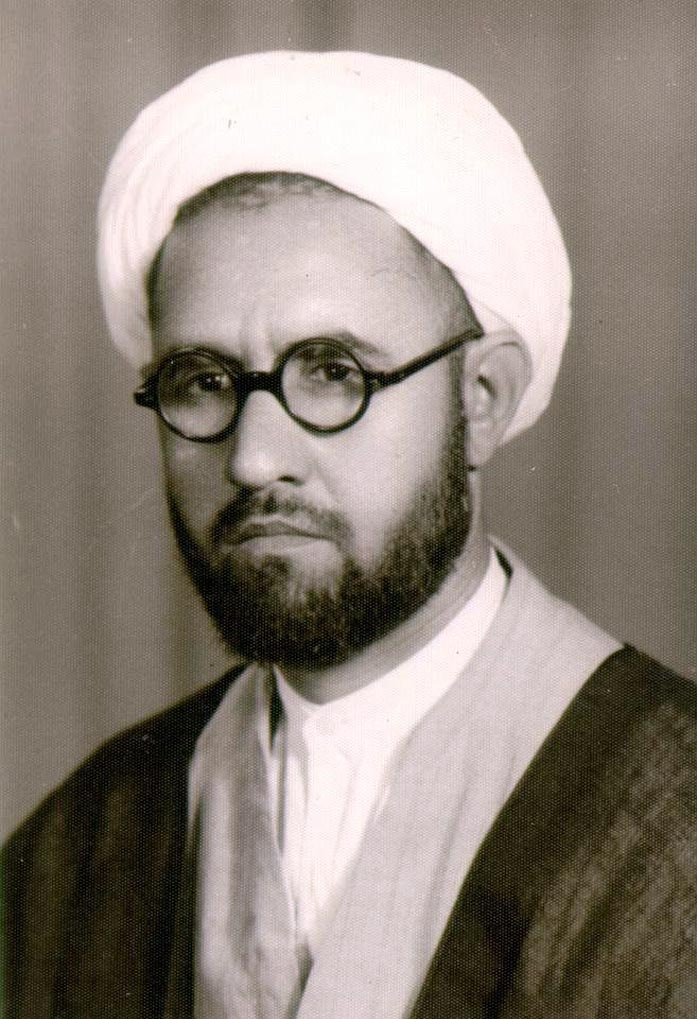
مرتضی مطهری، نویسنده کتاب سیری در نهج‌البلاغه

- بیگانگی یک عالم سنی با نهج‌البلاغه چندان عجیب نیست. عجیب این است که نهج‌البلاغه در دیار خودش، درمیان شیعیان علی، در حوزه‌های علمیه شیعه «غریب» و «تنها» است همچنان که خود علی غریب و تنهاست.[۱۳]
- چیزی که مایه حیرت است این است که قسمتی از محتوای نهج‌البلاغه را، چه در کشور شیعه ایران و چه در کشورهای عربی، اولین بار «بی‌خدا»ها یا «باخدا»های غیر مسلمان کشف کردند و در اختیار توده مردم مسلمان قرار دادند.[۱۴]
- علی (ع) حکومت و زعامت را در مسیر اصلی و واقعی‌اش یعنی به عنوان وسیله‌ای برای اجرای عدالت و احقاق حق و خدمت به اجتماع، فوق‌العاده مقدس می‌شمارد و مانع دست یافتن حریف و رقیب فرصت طلب و استفاده جو می‌گردد، از شمشیر زدن برای حفظ و نگهداری‌اش از دستبرد چپاولگران دریغ نمی‌ورزد.[۱۵]
- کلمات امیرالمؤمنین (ع) از قدیم‌ترین ایام با دو امتیاز همراه بوده‌است و با این دو امتیاز شناخته می‌شده‌است: یکی فصاحت و بلاغت، و دیگر چند جانبه بودن و به اصطلاح امروز چند بعدی بودن. هر یک از این دو امتیاز به تنهایی کافی است که به کلمات علی (ع) ارزش فراوان بدهد، ولی توأم شدن این دو با یکدیگر یعنی اینکه سخنی در مسیرها و میدان‌های مختلف و احیاناً متضاد رفته و در عین حال کمال فصاحت و بلاغت خود را در همه آن‌ها حفظ کرده باشد، سخن علی (ع) را قریب به حد اعجاز قرار داده‌است و به همین جهت سخن علی در حد وسط کلام مخلوق و کلام خالق قرار گرفته‌است و درباره‌اش گفته‌اند: "فوق کلام المخلوق و دون کلام الخالق"![۱۶]
- آنان که پای منبر او می‌نشستند سخت تحت تأثیر قرار می‌گرفتند، مواعظ وی دل‌ها را می‌لرزانید و اشک‌ها را جاری می‌ساخت، هنوز هم کدام دل است که خطبه‌های موعظه‌ای علی (ع) را بخواند یا گوش کند و به‌لرزه در نیاید.[۱۷]
- علی (ع) یگانه کسی است بعد از رسول خدا که مردم به حفظ و ضبط سخنانش اهتمام داشتند.[۱۸]
- باید بدانیم که سخن علی (ع) چه از نظر صورت و چه از نظر معنی محدود به هیچ زمان و هیچ مکانی نیست، انسانی و جهانی است.[۱۹]
- از امتیازات سخن علی اینست که به اصطلاح شایع عصر ما چند بعدی است نه یک بعدی. خاصیت همه‌جانبه بودن سخن علی و روح علی مطلبی نیست که تازه کشف شده باشد، مطلبی است که حداقل از هزار سال پیش اعجاب‌ها را برمی‌انگیخته‌است.[۲۰]

## تجدید چاپ
کتاب حاضر تا کنون ۶۲ مرتبه تجدید چاپ شده‌است.